# Jilali Bennani
 (janvier 2021).
Si vous disposez d'ouvrages ou d'articles de référence ou si vous connaissez des sites web de qualité traitant du thème abordé ici, merci de compléter l'article en donnant les références utiles à sa vérifiabilité et en les liant à la section « Notes et références ».
Pour les articles homonymes, voir Bennani.
Jilali Bennani est né en 1898 à Fès, il décède le 8 décembre 1979.  Il est l'un des signataires du manifeste de l'indépendance le 11 janvier 1944[réf. nécessaire]. 

## Parcours
Il faisait partie dès son jeune âge aux cellules nationalistes[réf. nécessaire]. Il a été désigné[Par qui ?] pour représenter les habitants de Kénitra dans la délégation qui a accompagné Feu le Roi Mohammed V lors de son voyage en France[réf. nécessaire]. Élu  président de la Chambre de Commerce de Kénitra, il était déjà membre du Conseil municipal de la ville et membre de la société de bienfaisance. Il a efficacement contribué à fonder l'école  libre dont le rôle nationaliste a été très important[source secondaire nécessaire]. En 1930, lors des fameuses manifestations[non neutre] organisées à Kénitra, il fut arrêté en même temps que ses deux fils M'hamed Ben Jilali Bennani et Mohamed, et d’autres nationalistes encore. Traduits devant la justice,  ils firent tous incarcérés à la prison centrale de Kénitra puis transférés à la prison de Rich puis à Aîn Ali Moumen puis à Ghbila.  Assigné à résidence à Settat, il fut libéré le 21 octobre 1939, et put ainsi continuer son action nationaliste en coordination avec ses compagnons de lutte qui ont connu comme lui la prison et le bannissement. Ils décidèrent ensemble de préparer le Manifeste de l'Indépendance et de le présenter le 11 janvier 1944[réf. nécessaire]. Il fut membre du Conseil consultatif du gouvernement en tant que représentant de la Chambre de Commerce nationale[réf. nécessaire]. Il demeure fidèle à ses principes et à sa patrie jusqu'à son décès survenu le 8 décembre 1979[réf. nécessaire].